# Железничка станица Остружница
Железничка станица Остружница је само теретна и једна од железничких станица Београдског железничког чвора. Налази се насељу Остружница у  градској општини Чукарица у Београду. Пруга се наставља у једном смеру ка Сурчину, у другом према Београд ранжирној парк „A”, у трећем према Београд ранжирној парк „B”, у четвртом према Јајинцима и у петом према Реснику. Такође постоји обилазни Винковачки колосек који се наставља према распутници „Т” и даље према распутници „Р” где се одваја пруга за Раковицу и Ресник. Железничка станица Остружница састоји се из 4 колосека.